# Fernande Barrey

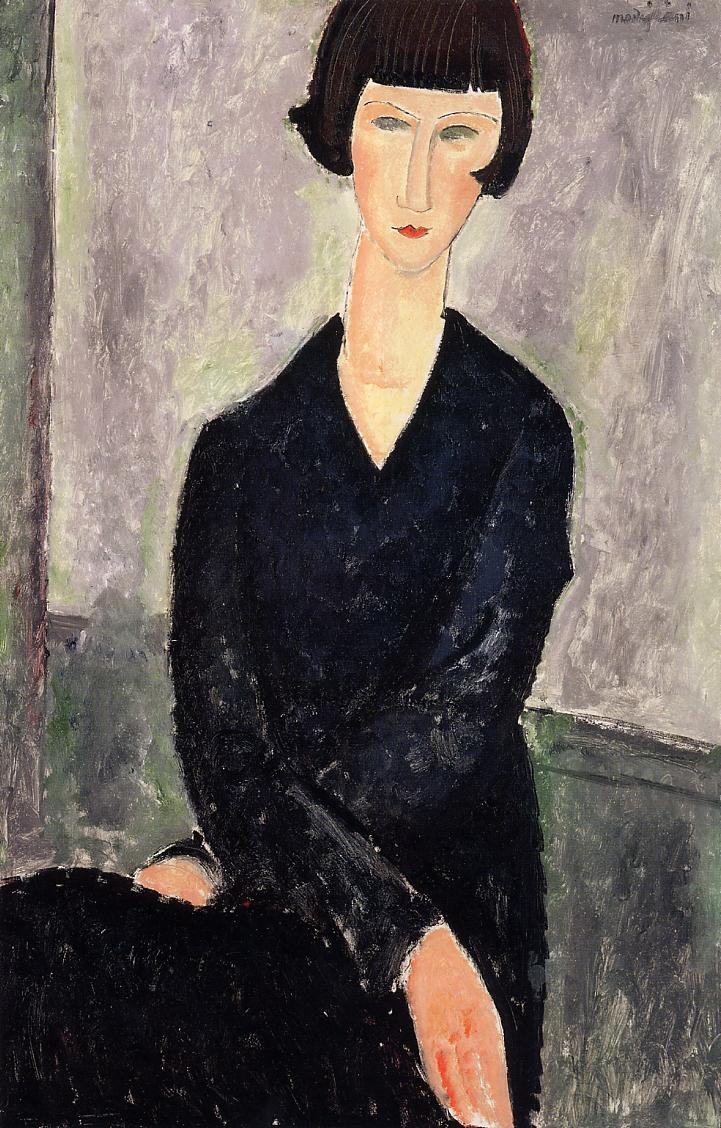
Amedeo Modigliani: Porträt von Fernande Barrey, um 1917

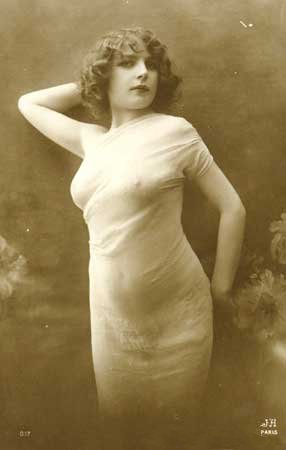
Fotografiert von Jean Agélou

Fernande Barrey (* 9. Januar 1893 in Saint-Valery-sur-Somme; † 14. Juli 1960 in Paris) war eine französische Prostituierte, Modell und Malerin.

## Leben
Fernande Barrey stammte aus der Region Picardie und kam um 1908 nach Paris, wo sie anfangs als Prostituierte ihren Lebensunterhalt verdiente. Später stand sie für Jean Agélou, Amedeo Modigliani und Chaim Soutine Modell. Die beiden Maler überredeten Barrey, an der Pariser Kunsthochschule zu studieren und selber zu malen.
Im März 1917 lernte sie im Café La Rotonde im Künstlerviertel von Montparnasse den japanischen Maler Tsuguharu Foujita (1886–1968) kennen. Für ihn war es Liebe auf den ersten Blick. Zwei Wochen später heirateten sie auf dem Standesamt von Montmartre. Um den deutschen Bomben zu entgehen, zog das Ehepaar Foujita 1918 nach Cagnes-sur-Mer, wo sie über ein Jahr blieben, viele Freunde trafen und malten. In dieser Zeit freundete Fernande Barrey sich mit der jungen Jeanne Hébuterne an. Als Modigliani 1920 an Tuberkulose starb, versuchte Barrey vergeblich, dessen Verlobte zu trösten. Sie konnte nicht verhindern, dass Jeanne, im achten Monat schwanger, durch Suizid starb.
Ab 1925 führte das Ehepaar eine offene Beziehung; beide hatten Beziehungen zu Personen beiderlei Geschlechts. Nachdem sie Foujita die Liebesaffäre mit seinem Cousin, dem Maler Koyanagi, gebeichtet hatte, konnte er ihr dies nicht verzeihen. Kurze Zeit später lernte er im Café La Rotonde die belgische Artistin Lucie Badoul (genannt Youki) kennen und verbrachte mit ihr darauf drei Tage im Hotelzimmer. In diesen Tagen suchte Fernande verzweifelt ihren Ehemann, auch in den Leichenhäusern von Paris. 1928 ließ sich das Paar scheiden und sie lebte darauf mit Koyanagi in Montmartre zusammen. Nachdem sie sich 1935 von ihrem Geliebten getrennt hatte, wurde das Verhältnis zu Tsuguharu Foujita wieder besser. Er unterstützte sie finanziell bis zu ihrem Tod.